# A-hàm
A-hàm (zh. 阿含, 阿鋡, sa., pi. āgama) là tên phiên âm Hán-Việt, được đặt cho các bộ kinh căn bản của Phật giáo viết bằng Phạn văn, nội dung giống các Bộ kinh (pi. nikāya) thuộc văn hệ Pali.

## Từ nguyên
Trong Hán tạng, āgama có những cách phiên âm khác của: A-cấp-ma (zh. 阿笈摩), A-già-ma (zh. 阿伽摩), A-hàm-mộ (zh. 阿鋡暮), và được dịch ý là Pháp quy (法歸), Pháp bản (法本), Pháp tạng (法藏), Giáo pháp (教法) nghĩa là muôn pháp đều quy về nơi vô lậu, căn bổn, Giáo phần (教分), Chủng chủng thuyết (種種說), Vô tỉ pháp (無比法) nghĩa là cái pháp mầu nhiệm không lấy gì so sánh được, Truyền giáo (傳教), Tịnh giáo (淨教), Thú vô (趣無), Giáo (教), Truyền (傳), Quy (歸), Lai (來), Tàng (藏).
Các học giả hiện đại giải nghĩa thuật ngữ āgama từ gốc ā√gam tiếng Phạn là đi đến và dịch là Thú quy (趣歸), Tri thức (知識), Thánh ngôn (聖言), Thánh huấn tập (聖訓集) hoặc chung là kinh điển (經典), là những gì được mang đến, truyền đến ngày nay.

## Phân loại
A-hàm tập hợp các giáo lý cơ bản của Phật giáo như Tứ diệu đế, Bát chính đạo, Thập nhị nhân duyên, Duyên khởi, Nghiệp... Các Bộ kinh thuộc văn hệ Pali phần lớn đều trùng hợp với A-hàm. Tuy nhiên, có sự khác biệt phân loại các A-hàm, dẫn đến hình thành 2 cách phân loại khác nhau, được gọi là Tứ A-hàm và Ngũ A-hàm.

### Tứ A-hàm
Đây là cách phân loại phổ biến nhất, được các tài liệu như Bát-nê-hoàn kinh quyển hạ, Hữu Bộ Tỳ-nại-da tạp sự 39, Đại trí độ luận, Du-già-sư-địa luận 85, Đại Bát-niết-bàn kinh 13 (bản Bắc), Đại thừa Đại tập Địa Tạng thập luân kinh 2v.v..., ghi nhận. Theo đó, có bốn bộ A-hàm:
1. Trường a-hàm (zh. 長阿含, sa. dīrghāgama) gồm 30 bản kinh;
2. Trung a-hàm (zh. 中阿含, sa. mādhyamāgama), tập trung về các vấn đề siêu nhiên;
3. Tăng nhất a-hàm (zh. 增壹阿含, sa. ekottarikāgama).
4. Tạp a-hàm (zh. 雜阿含, sa. saṃyuktāgama), với nhiều đề tài khác nhau như quán tưởng và thiền định;

Cách phân loại này không có thêm phần thứ năm tương ứng với Tiểu bộ kinh (pi. khuddaka-nikāya) của Bộ kinh.

### Ngũ A-hàm
Cách phân loại này nhằm nhấn mạnh sự tương ứng giữa A-hàm và Bộ kinh, do đó có thêm phần thứ năm Ksudraka Agama tương ứng với Tiểu bộ kinh (pi. khuddaka-nikāya) của Bộ kinh. Tuy vậy, có sự khác biệt đáng kể trong cách sắp xếp 5 bộ A-hàm.
- Thiện Kiến Tỳ-bà-sa luật 1, Đại A-la-hán Nan-đề-mật-đa-la sở Pháp trụ ký v.v... phân thành Trường A-hàm, Trung A-hàm, Tăng-thuật-đa (Tương ưng), Ương-quật-đa-la (Tăng nhất) và Khuất-đà-ca (Tạp loại).
- Ngũ phần luật 30, Ma-ha Tăng-kỳ luật 32, Tứ phần luật 5, Phân biệt công đức luận 1, v.v... gọi Khuất-đa-ca A-hàm là Tạp tạng.
- Tỳ-nại-da Tiểu phẩm (Vinaya - cùlavagga), Nhất thiết Thiện Kiến (Samanta – pàsàdika 1) và bài tựa của Trường Bộ Kinh Chú (Sumangala - vllàsinĩ), phân loạt 5 bộ kinh là Trường, Trung, Tương ưng, Tăng chi và Tiểu phẩm A-hàm.